# Dolores Merendón
Dolores Merendón is een gemeente (gemeentecode 1404) in het departement Ocotepeque in Honduras.
Het dorp maakte deel uit van de gemeente San Jorge tot het in 1908 een zelfstandige gemeente werd. Het ligt ten oosten van de berg Dolores Merendón.

## Bevolking
De bevolking is als volgt verdeeld:
| Vrouwen | 1953 | 47,2% |
| Mannen  | 2187 | 52,8% |

## Dorpen
De gemeente bestaat uit twee dorpen (aldea), waarvan het grootste qua inwoneraantal: Dolores Merendón (code 140401).